# ピアノ協奏曲第1番 (カバレフスキー)
ピアノ協奏曲第1番 イ短調 作品9は、ドミトリー・カバレフスキーが1928年に作曲したピアノ協奏曲である。

## 概要
カバレフスキーのモスクワ音楽院在学中に作曲され、卒業後の1931年12月11日に、モスクワで作曲者のピアノとボリショイ劇場管弦楽団により初演された。翌1932年に国営出版社ムジカ (Музыка) から出版され、間もなく海外でも演奏されるようになり、作曲者が広く知られるきっかけとなった。
後年の作品に比較するとロマンティックかつヴィルトゥオーゾ的な語法が目立つ作品で、ピョートル・チャイコフスキーやニコライ・リムスキー＝コルサコフのような先行する世代の作曲家や、同時代の作曲家であるセルゲイ・ラフマニノフ、セルゲイ・プロコフィエフやモーリス・ラヴェルに影響されている。ニコラス・スロニムスキーは「抒情的で英雄的な作風（lyrico-heroic manner）」、「楽天的な調性のなかで動的なエネルギーが繰り返し噴出し、慎重かつ控えめな不協和音が生気を加える」と評する。

## 楽器編成
独奏ピアノ、フルート2、オーボエ2、クラリネット2、ファゴット2、ホルン4、トランペット2、トロンボーン3、チューバ、打楽器、弦五部

## 演奏時間
約30分。

## 楽曲構成
- 第1楽章 Moderato quasi andantino
ソナタ形式。木管楽器の独奏で登場し、ピアノに受け継がれる悲しげな第1主題と、ピアノと弦楽による動きを増した第2主題からなる。第1主題を主にした展開部は暗く始まり、力強い主題の再現に導かれる。
- 第2楽章 Moderato - Allegro assai 
変奏曲形式。木管楽器に提示される素朴な主題に5つの変奏が続き、最後に主題が再現される。
- 第3楽章 Vivace marcato 
木管の短い序奏に続いてピアノに出る主題によるロンド・ソナタ。短いカデンツァを挟んで2つの主題を扱う展開部が始まり、鮮烈さを増した再現部が続く。